# Sgraffite
Le sgraffito ou « sgraffite » (pluriel : sgraffites) est une technique décorative employée principalement dans l'architecture et la céramique. 

## Étymologie
Le mot sgraffito provient du verbe italien graffiare, signifiant « griffer ». On peut parler de « décor sgraffité » ou de « décor en sgraffito ».

## Définition
Cette technique consiste en un motif ou dessin réalisé par hachures ou grattage d'un enduit blanc recouvrant un fond noir ou coloré. Le support peut être un mur ou la surface d'un objet.
Littré (1872-1877) en donnait la définition suivante :

« Sgraffite : espèce de camaïeu qui se fait en couvrant d'une couche foncée l'enduit d'un mur, et en écorchant cet enduit avec une pointe de manière à produire ainsi les clairs d'un dessin à l'imitation d'un bas-relief. Ce procédé de dessin, qu'on a aussi nommé peinture égratignée, est abandonné aujourd'hui ; il était spécial à l'Italie. »

## Histoire
La technique du sgraffito remonte à l'Antiquité. Elle semble apparaître dans le Bassin méditerranéen, sur certaines céramiques archaïques propres à la Grèce antique. Des céramiques à décors sgraffités ont été trouvées en Slovaquie, datant de 1 500 ans avant notre ère (musée du château Sztáray, Michalovce). 
On trouve cette technique dès le XIVe siècle sur des objets en céramiques produites en Corée. En Europe, la technique décorative a été utilisée en architecture durant la Renaissance, surtout en Toscane : la technique d'incision de sgraffite monochrome évolue rapidement vers la bichromie, le blanc cassé rivalise avec le gris argenté, permettant de subtiles nuances et une plus grande lisibilité. Des thèmes figuratifs émergent, appelés « grotesques » et ils sont combinés parfois au style bugnato, jusqu'au XVIIIe siècle. En Italie, en orfèvrerie, il était également d'usage de travailler des supports métalliques précieux (en argent par exemple) que l'on recouvrait d'émail noir, et que l'on attaquait à l'incise, avec un mélange de feuille d'or et la gomme arabique, afin de former des motifs lumineux et contrastés.
Technique quelque peu oubliée, sauf peut-être en Suisse et en Bohême où elle reste liée à la tradition populaire, elle va connaître une résurgence, un véritable « âge d'or », durant le dernier tiers du XIXe siècle, au moment du renouveau décoratif international (Europe, États-Unis), notamment privilégiée par l'Art nouveau : c'est justement à Prague, qu'apparaissent des bâtiments, et ce, dès le début des années 1870, qualifiés de style néo-renaissant et qui adjoignent des frises composées convoquant cette technique : par exemple, au 15 Karoliny Světlé, on peut voir une réalisation de l'architecte Antonín Wiehl (en) à laquelle collabora le peintre František Ženíšek (1876). À noter qu'en 1867, en Allemagne, était paru l'une des premières études complètes sur la technique du sgraffito appliquée aux façades des maisons italiennes de la renaissance.
Par la suite, l'apport de Gottfried Semper et de Théodore Château est notable : ce dernier, chimiste, invente en 1882 la « silicatisation », permettant de créer la peinture murale au silicate, appelée « stéréochromie ».
Après la Première Guerre mondiale, les réformistes du Bauhaus l'incluent dans leurs proposition décoratives novatrices comme la fresque, la mosaïque, le bas-relief sculpté. Un vaste programme de construction de complexes résidentiels urbains est lancé, surtout à Cologne et Munich, comprenant des motifs sgraffités réalisés par des artistes.

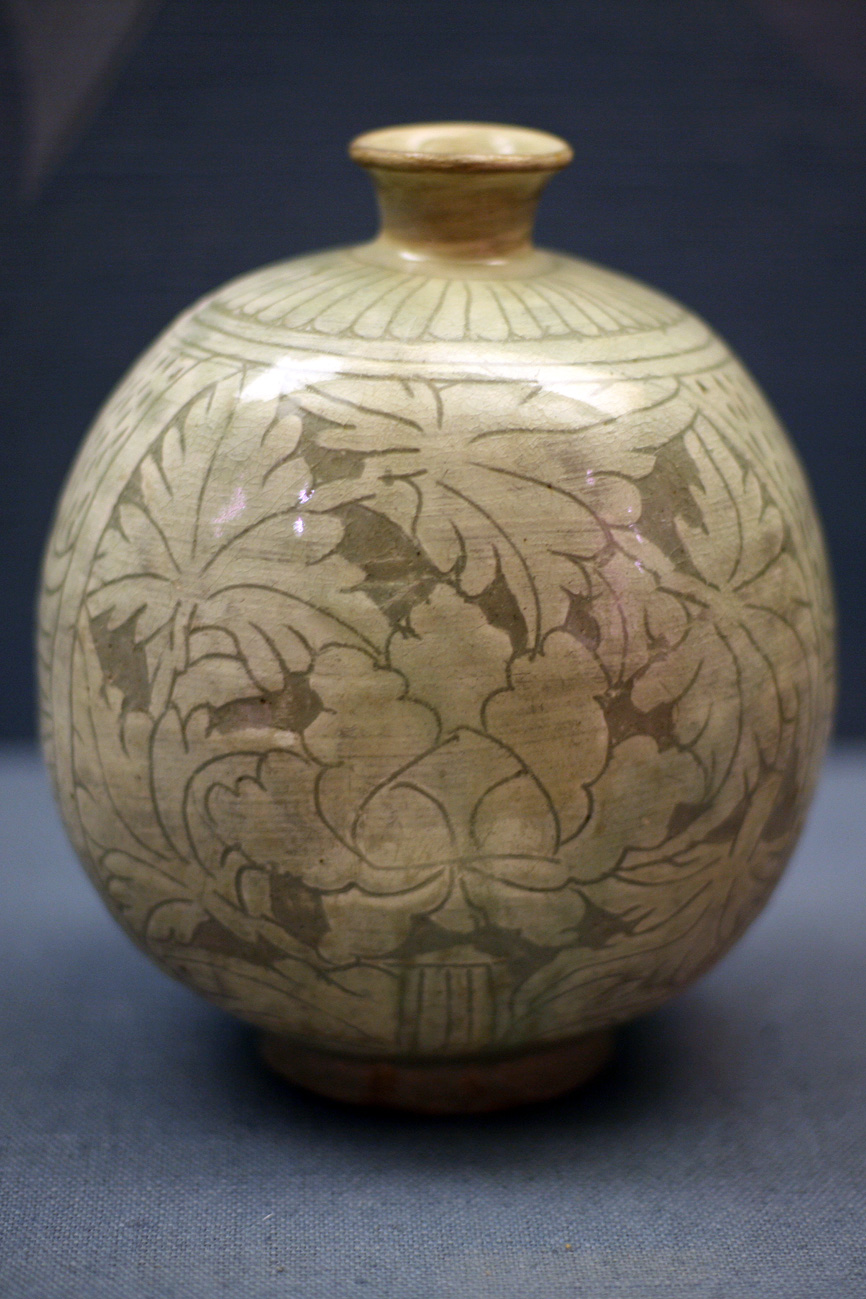
Bouteille buncheong à motifs sgraffités de pivoines, période Joseon, Corée, XVIe siècle (Brooklyn Museum).
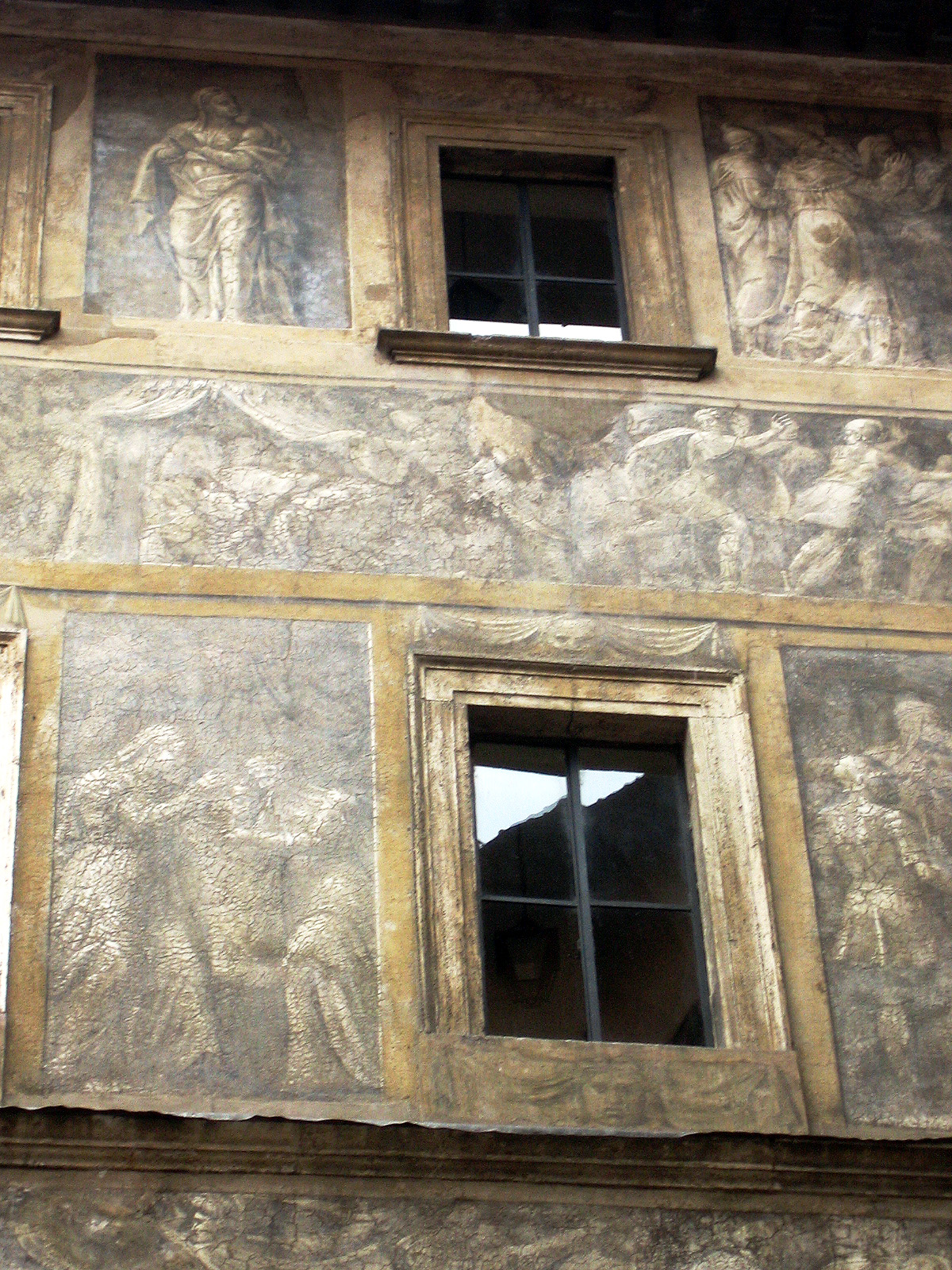
Polidoro da Caravaggio et Maturino Fiorentino : fresque à motifs sgraffités en noir et blanc (1523), Rome, piazza Navona.
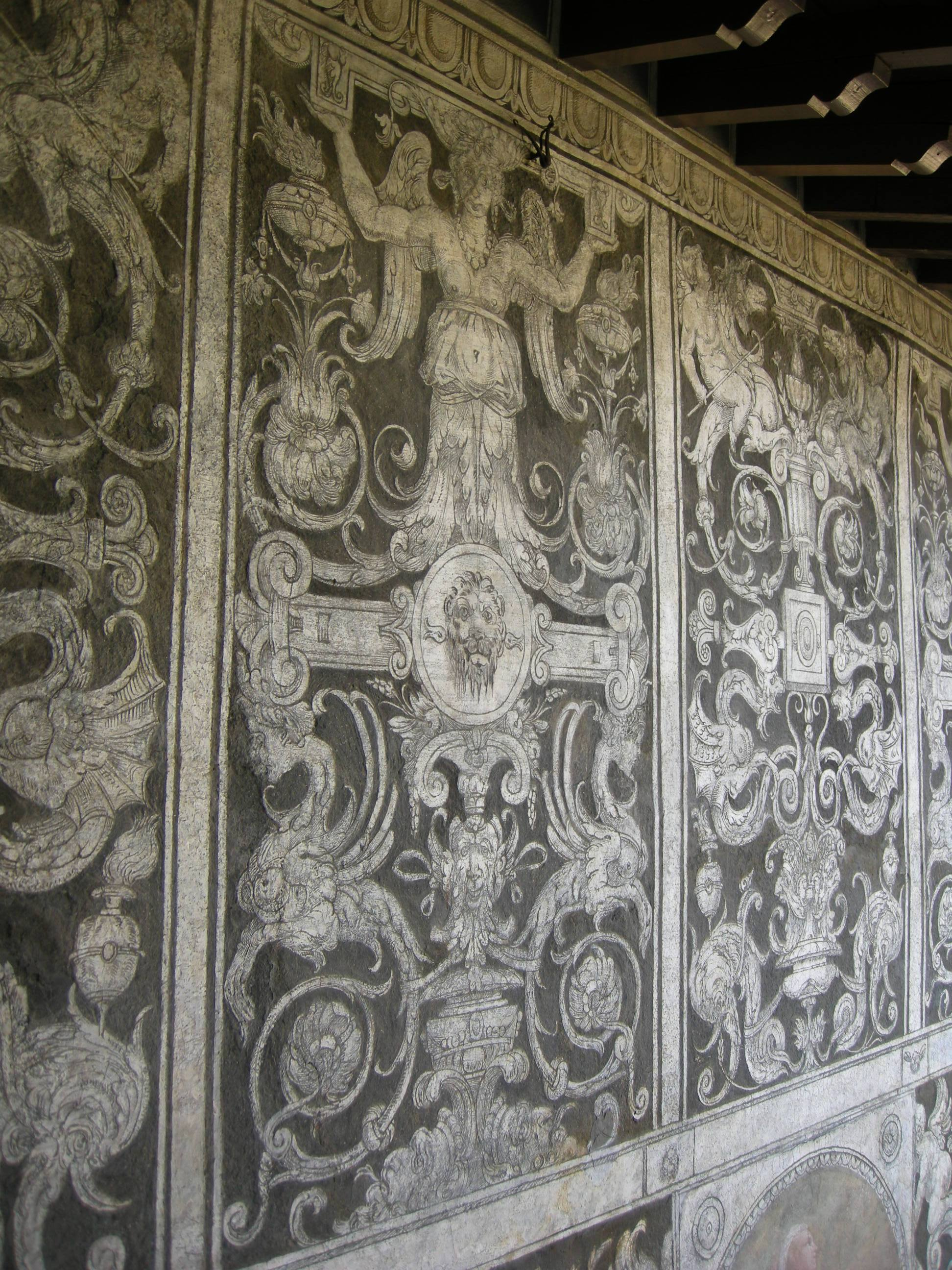
Motifs grotesques sgraffités (vers 1570), Florence, palazzo Pepi (it).
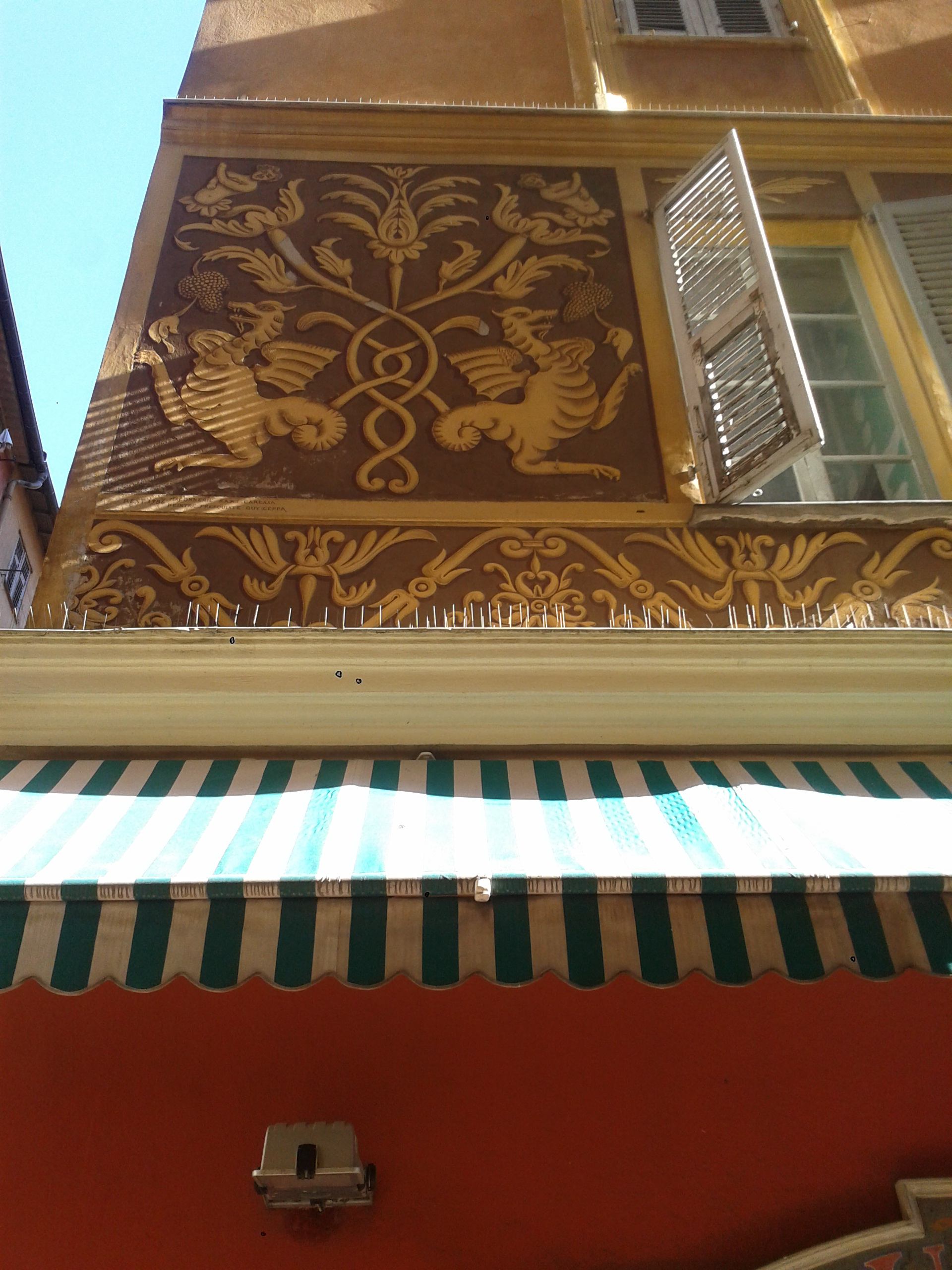
Façade de la maison dite « d'Adam et Ève » (1584), Nice.
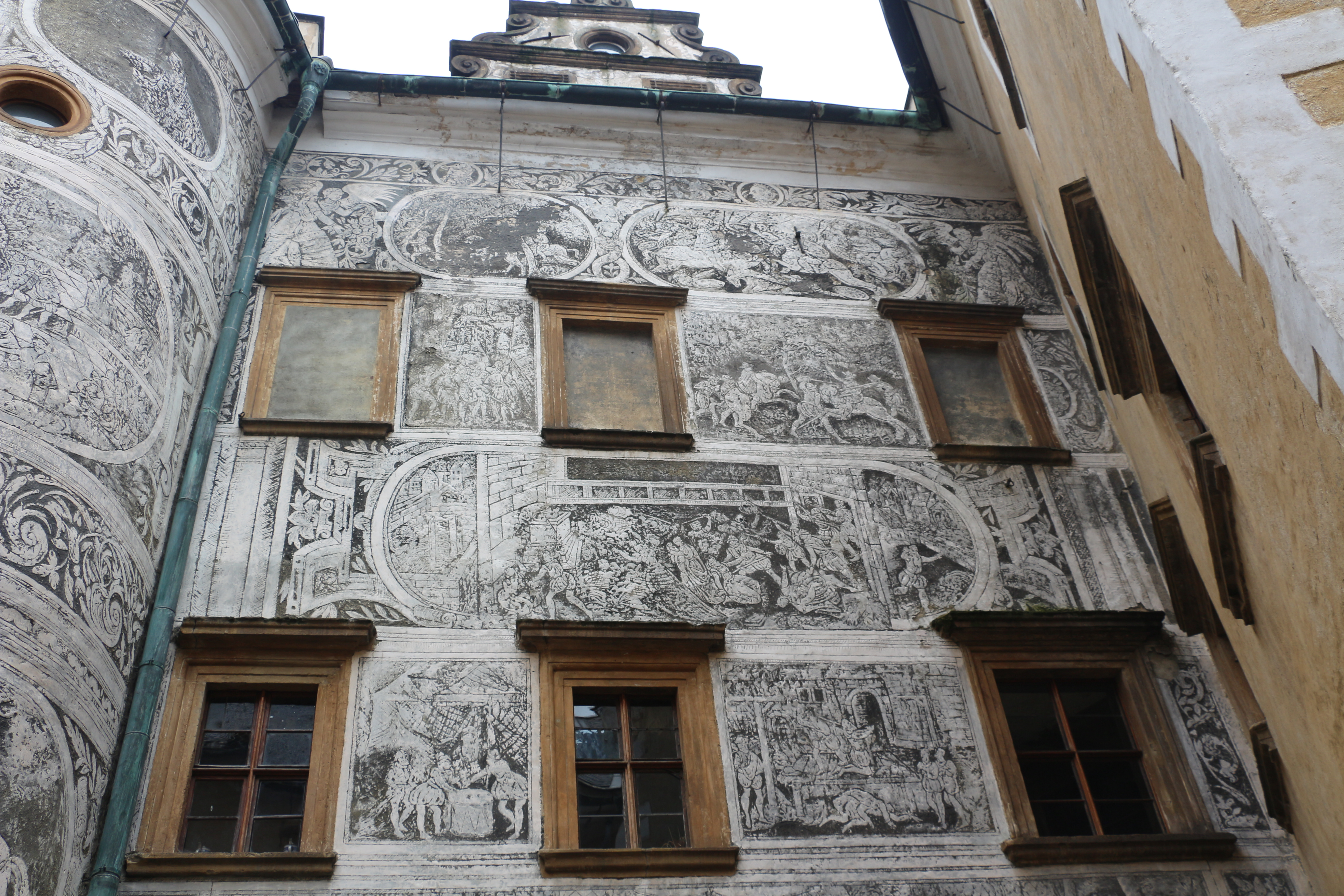
Façade à décor sgraffité (vers 1600) du château de Frydlant (République tchèque).

## Architecture

### Revêtements de façades
La technique consiste à orner un revêtement de mortier d'un dessin gravé. L'artiste conçoit son dessin sur un calque appelé carton. Ce carton lui permet de reporter son trait à l'aide d'un stylet dans une couche de chaux qu'il incise. Cette couche est appliquée en fine épaisseur sur un enduit noir composé de charbon. Comme pour la technique de la fresque, tant que la couche est fraîche, on peut y appliquer des couleurs diverses. Le tracé en creux donne au dessin une plus grande fermeté que le tracé au pinceau de la fresque. L'exécution doit être rapide. La technique convient aux décors extérieurs observés à distance.
Le mortier peut être coloré dans la masse et même posé en couches successives de couleurs différentes. Dans ce cas, après le tracé des contours du dessin, on fait apparaître chaque couleur à sa place par grattage des couches inutiles. Cette technique s'apparente aussi à celle du camée. Certaines façades peuvent être recouvertes de motifs sgraffités cuits directement sur des carreaux en céramique comme pour la Grande Maison de Blanc (Henri Privat-Livemont, 1896–1897).

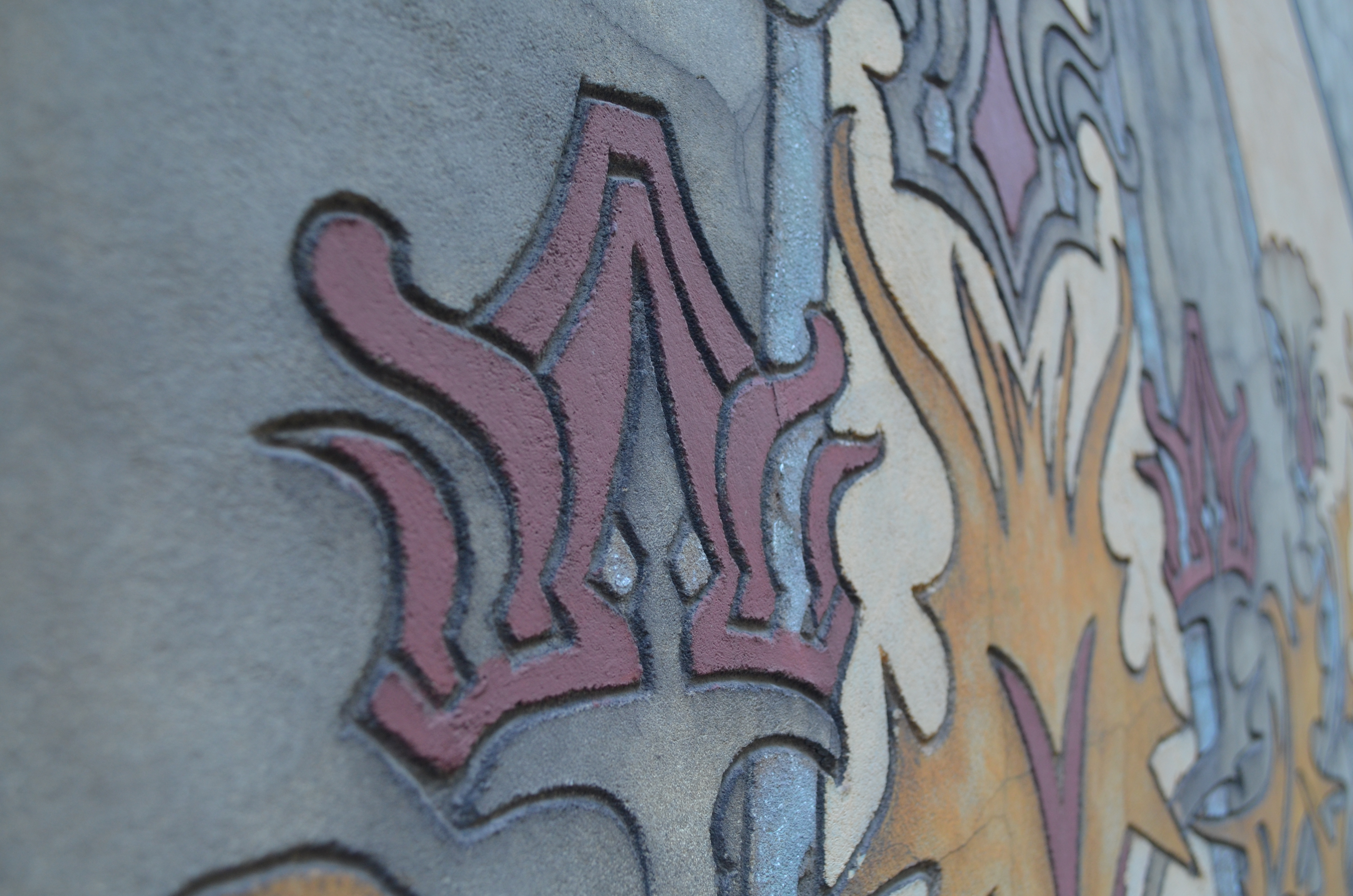
Détail du dessin gravé dans le mortier (Gabriel Van Dievoet, 1899), Charleroi, Maison dorée.
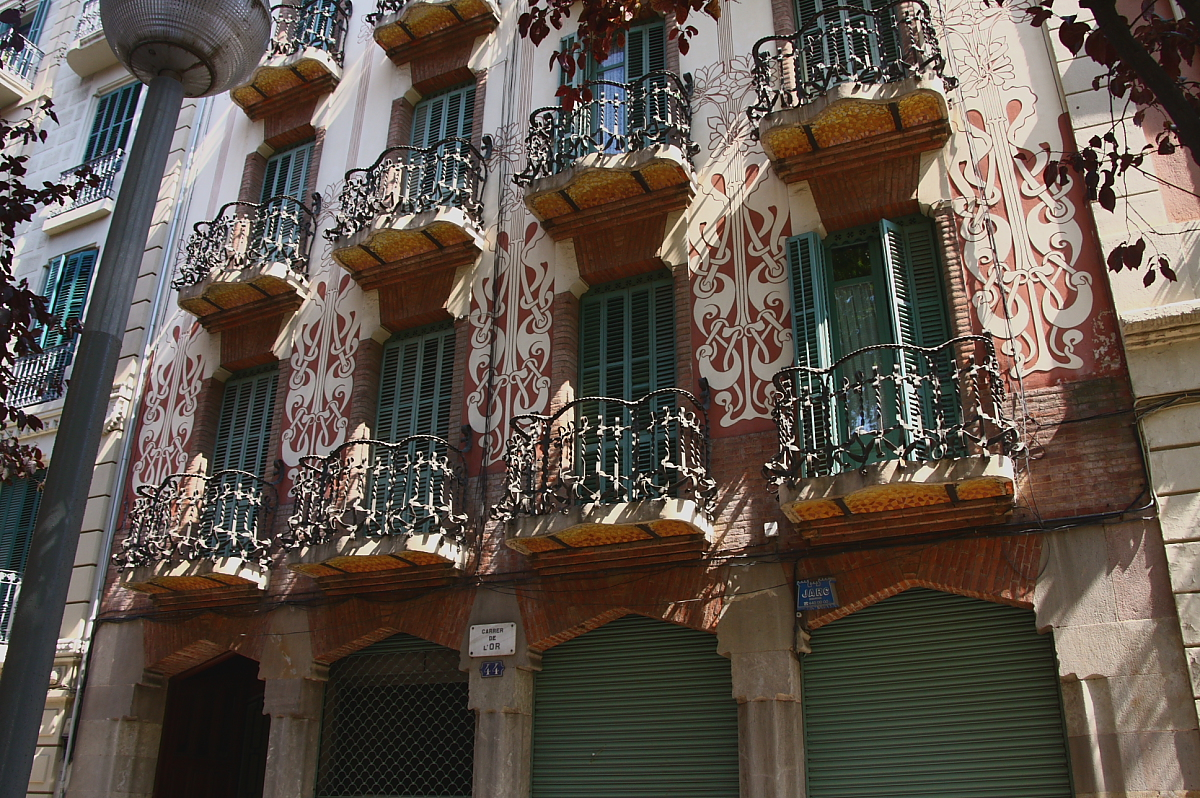
Sgraffites bicolores (1909) sur la façade de la Casa Joan Baptista Rubinat, (Barcelone).

## Céramique

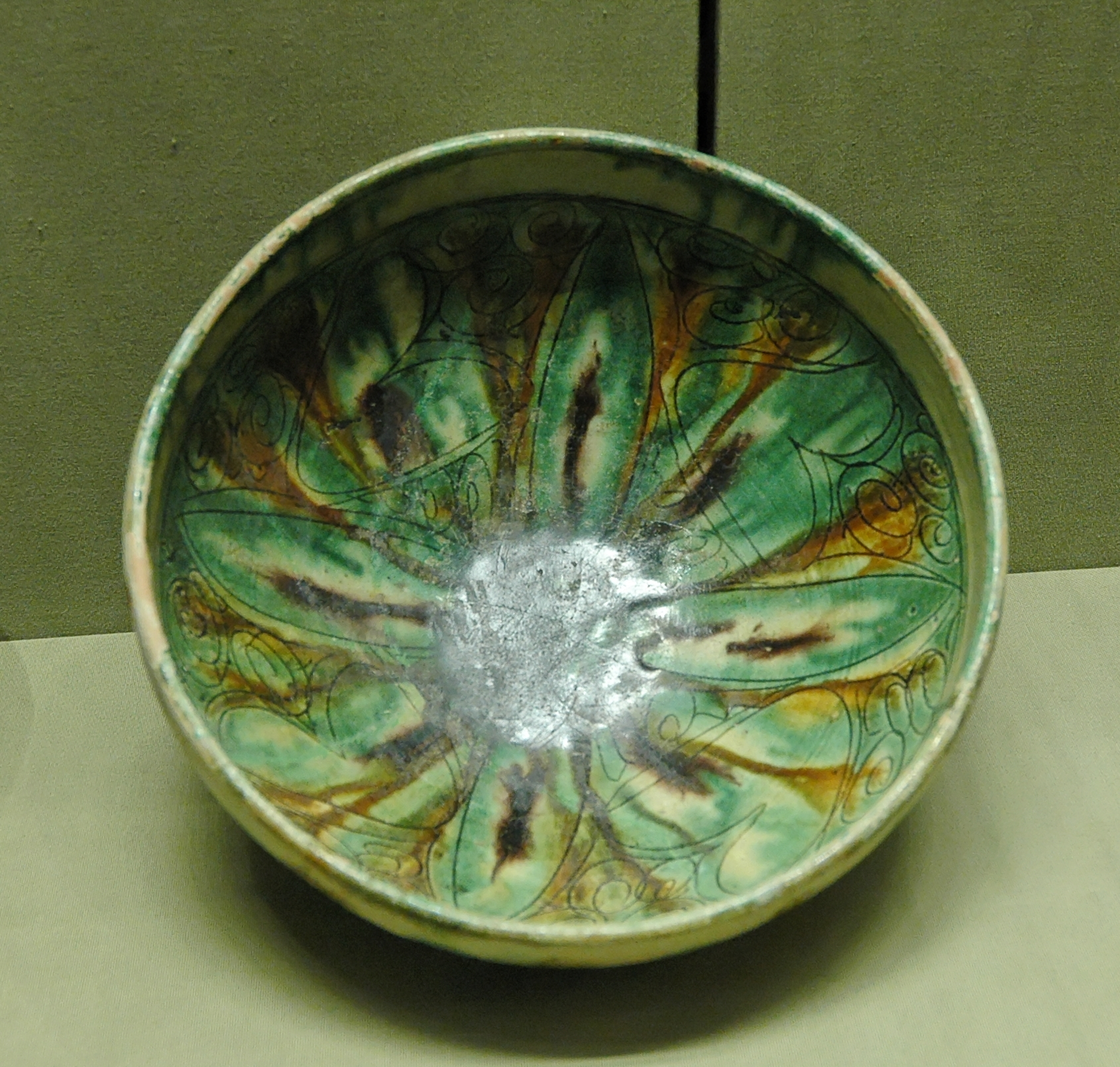
Coupe à décor jaspé. Céramique argileuse engobée, décor gravé sous des glaçures transparentes colorées. Khorassan, (musée du Louvre, MAO 750).

Indépendamment de la tradition occidentale des revêtements de façades, ce procédé est employé principalement et depuis l'Antiquité, à de nombreux objets en céramique. 
Dès le Xe siècle, la céramique islamique fait appel à cette technique, surtout en Iran. 
En Corée, surtout dans les deux premiers siècles de la période Joseon (1392-1910), et en Italie, aux XIVe et XVe siècles, un procédé analogue au sgraffite appelé sgraffio su ingobbio, consiste, sur un vase en argile d'un gris moyen, à enduire celui-ci d'un engobe clair, puis à inciser celui-ci d'un motif et à le faire se dégager sur le fond gris en décapant le fond gris de l'argile par un grattage délicat. La pièce est, ensuite cuite pour obtenir un grès. Le résultat est ensuite recouvert d'une glaçure et passe à nouveau au four.

## Réalisations

### Façades de bâtiments à décors sgraffités
Les plus anciennes façades conservées à motifs sgraffités se trouvent principalement en Italie. Elles datent de la renaissance.  
Les réalisations modernes émergent à partir du milieu des années 1880 principalement en Belgique, avec un pionnier comme Octave Van Rysselberghe pour la façade de l'hôtel Goblet d'Alviella, situé à Ixelles, au 10 rue Faider (1882). Les autres villes belges significatives sont Anvers, Charleroi, Huy, Liège, Namur, Tournai. Pour la seule Belgique, la fin de cette mode architecturale semble être 1928, car après cette date, très peu de façades à décor sgraffité apparaissent.  
D'autres villes d'Europe témoignent particulièrement de bâtiments à décors sgraffités datant des années 1890-1910, comme Barcelone, Varsovie ou Prague. D'une manière générale, l'Allemagne et les pays de l'ancien Empire austro-hongrois témoignent de nombreuses réalisations, mais aussi la Grèce (entre autres à Mastichochória, Chios), les pays baltes, la Pologne, la Roumanie, la Scandinavie…
Les sgraffites sont aussi largement utilisés pour l'ornement des maisons dans le canton des Grisons en Suisse, notamment dans les régions du val Bregaglia, et du val Müstair ainsi qu'en Engadine.
Cette technique décorative architecturale n'a nullement disparu après la vogue portée par l'Art nouveau, elle réapparaît par exemple dans des réalisations réalistes socialistes dans les anciens pays du bloc de l'Est, comme la frise exécutée par Richard Wiesner (cs) (1900-1972) à l'intérieur du bâtiment principal de la gare de Prague-Smíchov (en) (Nádraží Praha-Smíchov).
Le sgraffite est très sensible aux écoulements d'eau et aux pluies frontales : la dégradation du motif est évitée par des gouttières et des descentes d'eau opérationnelles.

### Murs intérieurs de bâtiments à décors sgraffités
Sur le plan historique, cette technique est principalement utilisée pour les façades. Mais il existe de nombreux exemples de décorations convoquant cette technique destinée à des murs situés à l'intérieur du corps d'un bâtiment : églises, hall d'hôtels, cage d'escalier, etc., surtout après 1950. La maison Cauchie (1905) possède plusieurs murs intérieurs à décors sgraffités.

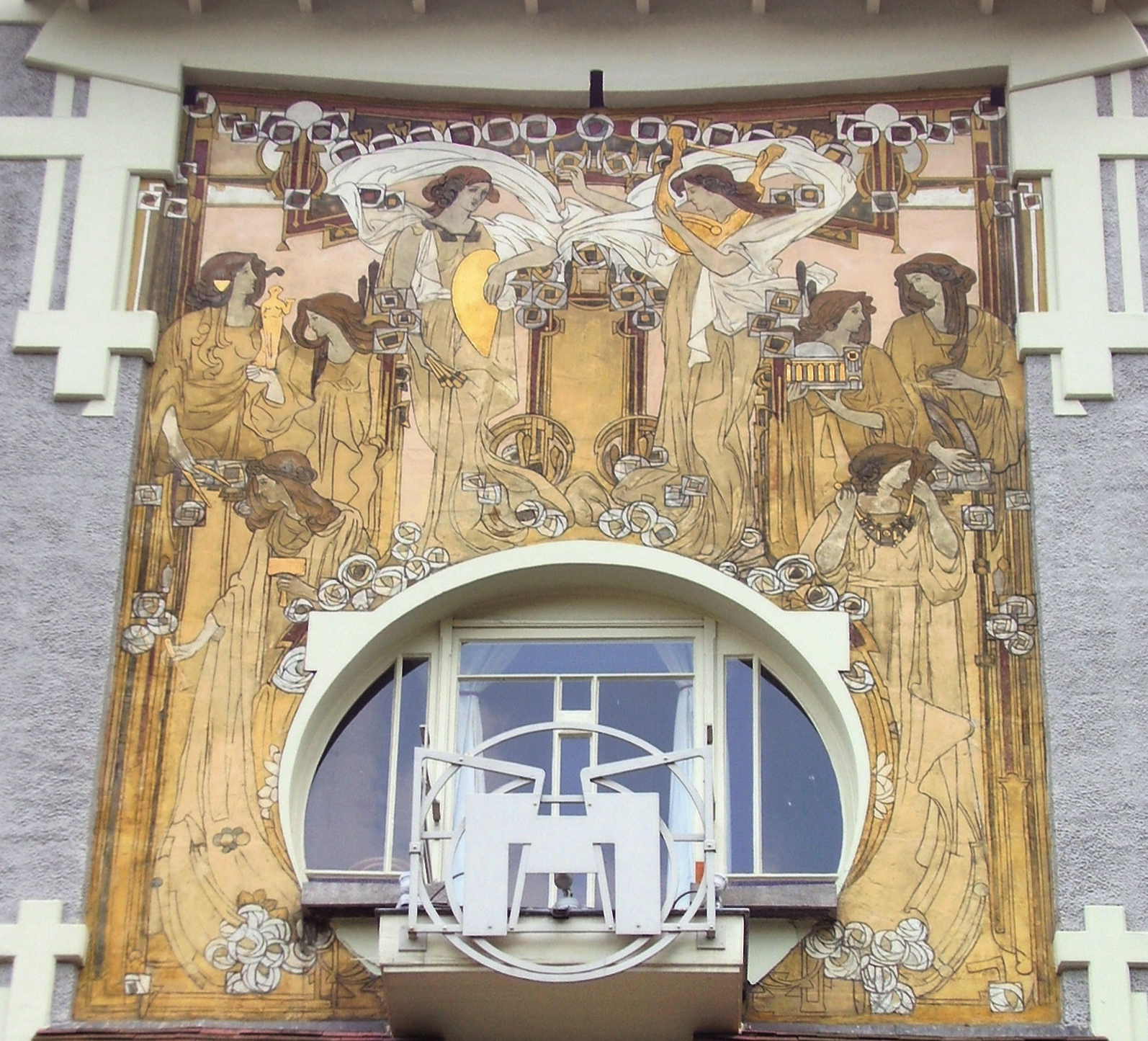
Sgraffite sur la Maison Cauchie (1905), deuxième étage, Bruxelles.
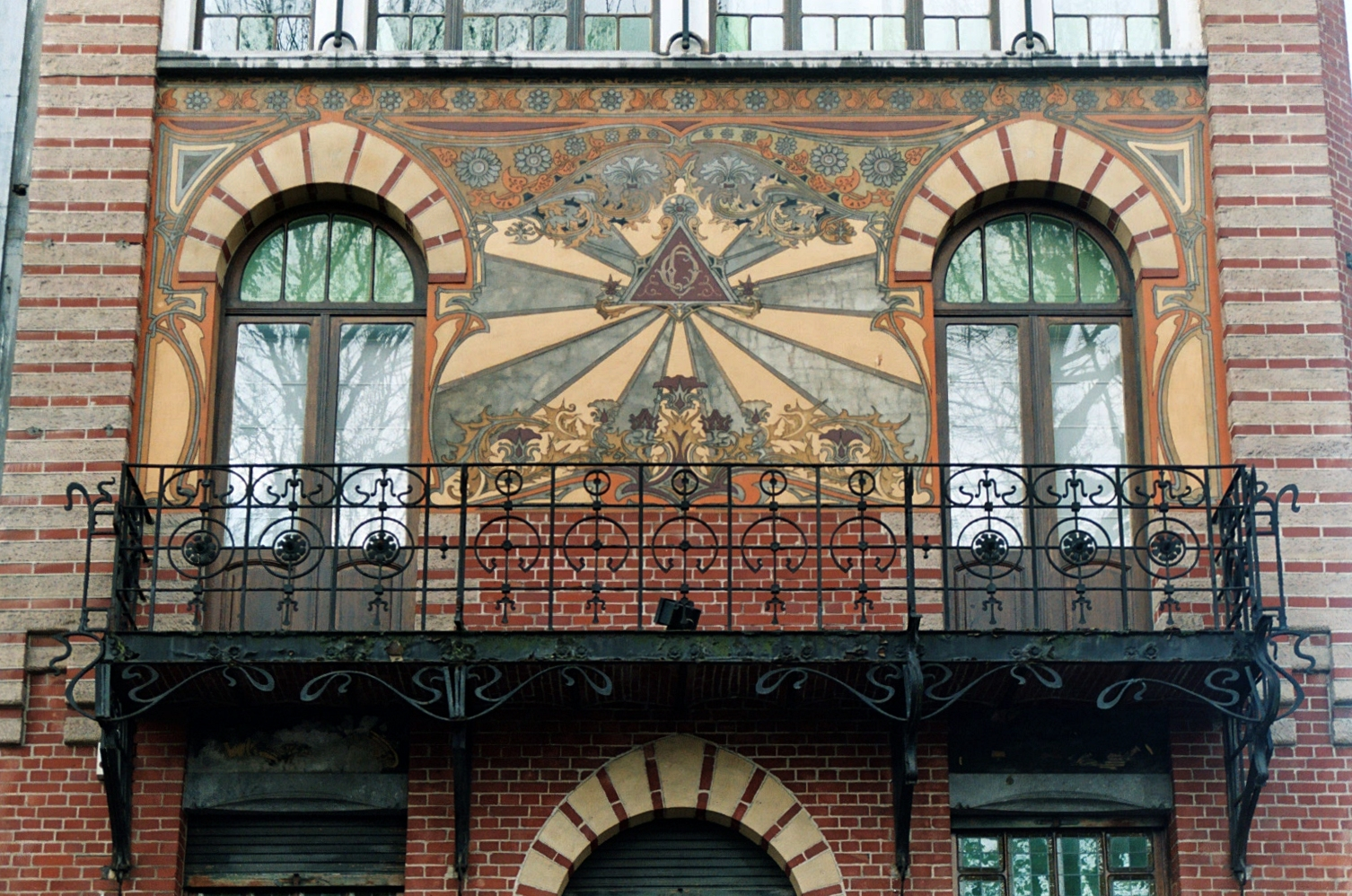
Sgraffite de la Maison dorée, par Gabriel van Dievoet, 1899 (Charleroi).
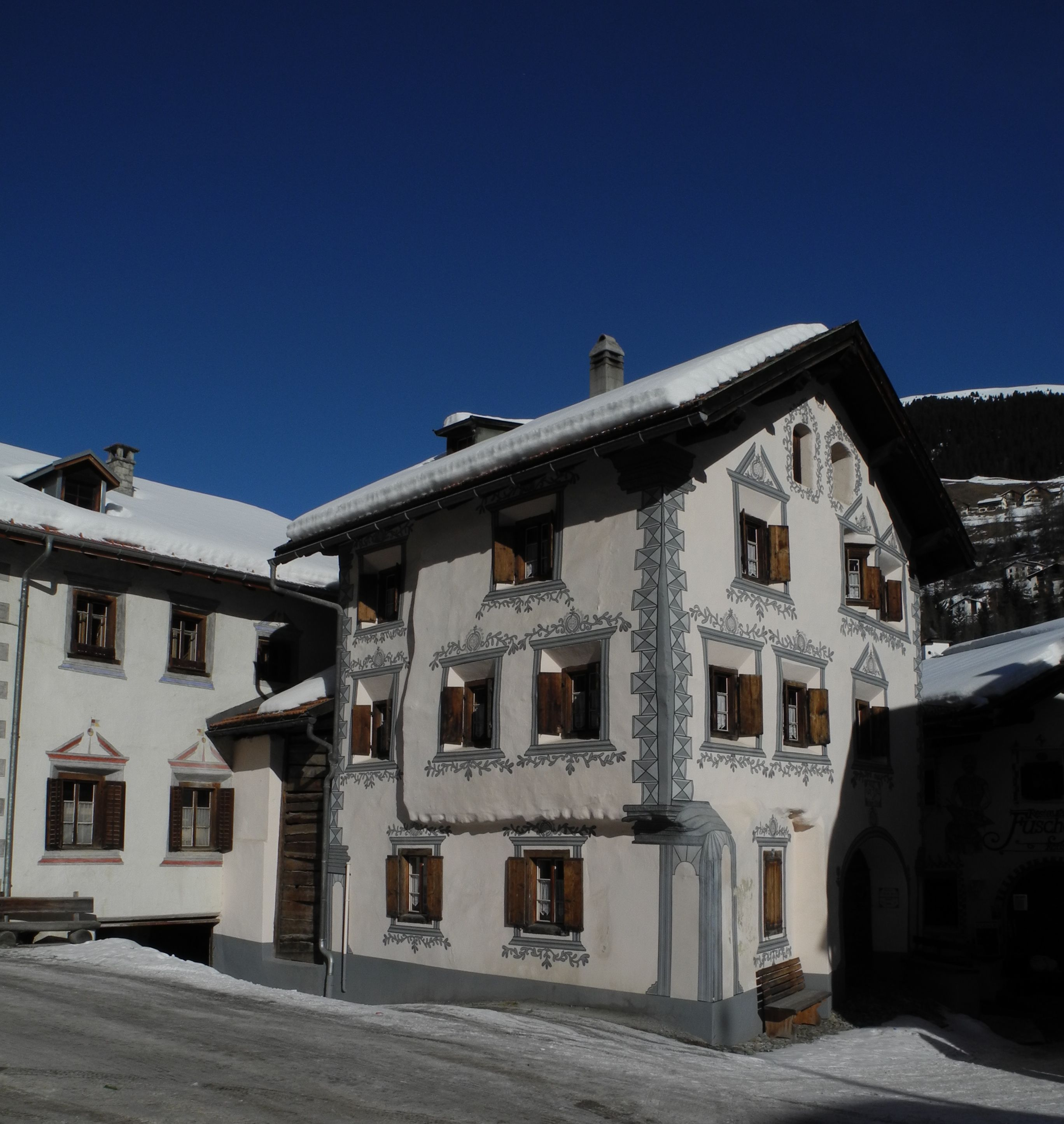
Maison situées dans les Grisons (Suisse), ornée de sgraffites.

#### Quelques artistes et créations architecturales remarquables
- Autriche :
  - Konrad Honold
    - Weinkellerei Hermann Pfanner, Lauterach

- Belgique :
  - Paul Cauchie :
    - Maison Cauchie (Bruxelles)
    - Maison Delune (Bruxelles)

  - Adolphe Crespin :
    - Hôtel Albert Ciamberlani (Bruxelles)

  - Gabriel van Dievoet :
    - Église de Machelen
    - Maison dorée (Charleroi)

  - Henri Privat-Livemont
    - Grande Maison de Blanc (Bruxelles)

- Espagne :
  - Francesc Berenguer i Mestres
    - Casa Joan Baptista Rubinat (1905)

- France :
  - César Pain
    - Maison au 24 rue Félix-Faure (1904), Nancy[16].

- Tchéquie
  - Josef Schulz :
    - Palais Schwarzenberg (Prague)

- Suisse
  - Robert Wehrlin :
    - Coopérative Kosum de Winterthour
    - Baptême du Christ, maison paroissiale de Kollbrunn
    - La Roue de la fortune, école de Winterthour-Wülflingen

#### Réalisations anonymes
- Palais du vin (Bruxelles, Belgique).
- Fresque renaissance dite d'Adam et Ève (1584), rue de la Poissonnerie à Nice, France.
- Portail renaissance et murs à décor sgraffite du château de Gola Dzierżoniowska, en Pologne.
- Maison à la Minute à Prague.
- Plafond de la Tour de San Salvador, Teruel (Espagne).
- Village de Guarda, en Suisse.